# Malmö stadion
Malmö stadion är en arena på Stadionområdet i Malmö som invigdes i samband med fotbolls-VM 1958.
Arenan används för friidrott, fotboll och större musikarrangemang. Mellan 1958 och 2008 spelade Malmö FF sina hemmamatcher här och 1991 noterade Sergej Bubka nytt världsrekord i stavhopp under en friidrottsgala. Den 2 februari 2015 tillkännagav kommunledningen att anläggningen kommer att rivas. Enligt en föreslagen tidsplan kommer rivningen att ske 2026.

## Malmö stadions tillkomst
Den 28 maj 1958 invigdes Malmö Stadion. Statsrådet och fotbollsförbundets ordförande Gunnar Lange höll invigningstalet. Redan 1943 hade förslaget om ett stadion förts fram utan att någon specifik plats var utsedd. 1958 skulle Sverige arrangera världsmästerskapet i fotboll. Därför blev det viktigt att bygga en ny arena. Många förslag framfördes om var stadion skulle byggas, men alla intressenter var inte överens. Byggstarten fördröjdes och därmed äventyrades världsmästerskapet. När alla kommit överens om placeringen tog det omkring 15 månader att bli färdig med anläggningen. Hela stadionområdet ritades av arkitektkontoret Jaenecke & Samuelson. De ritade även Nya Ullevi i Göteborg till Fotbolls-VM -58 och likheten mellan arenorna är påtaglig. 

## Idrottshändelser på Malmö stadion

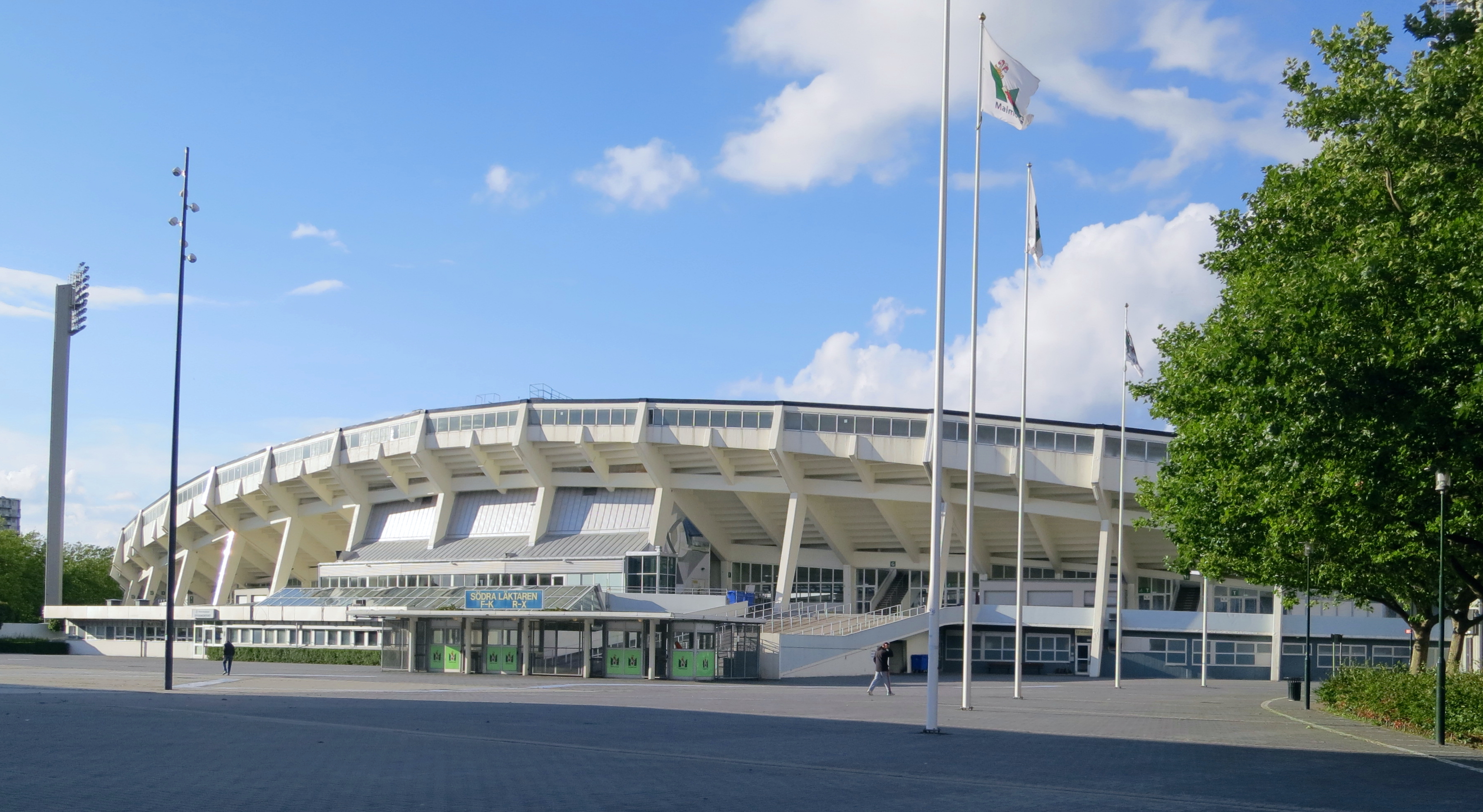
Stadion från söder

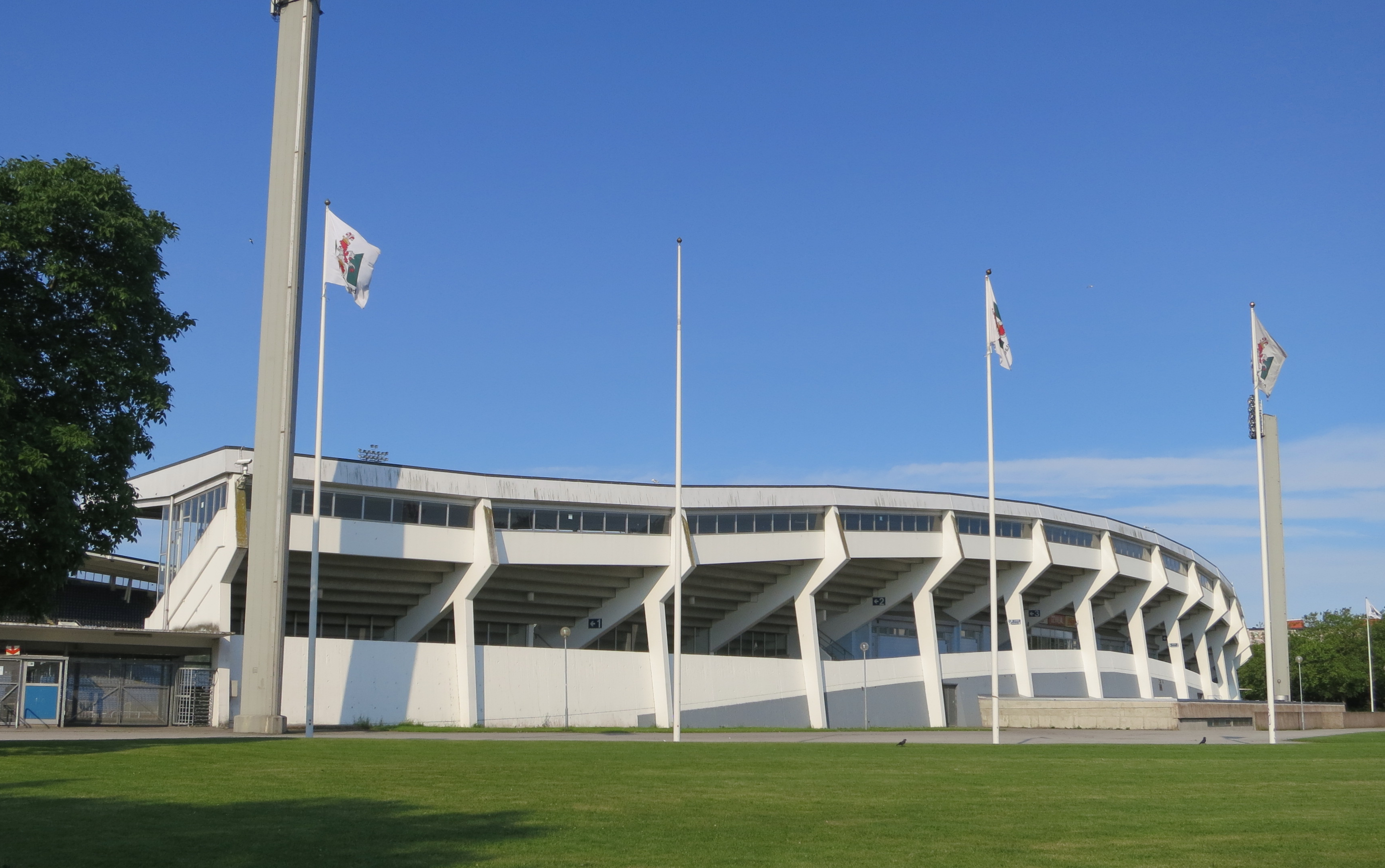
Stadion från norr

Efter invigningen kom världsmästerskapet i fotboll 1958. Sverige spelade dock inte någon match på Malmö stadion. De matcher som spelades på Malmö stadion under världsmästerskapet 1958 var:
- Västtyskland-Argentina (3-1) 8 juni 1958
- Västtyskland-Nordirland (2-2) 15 juni 1958
- Nordirland-Tjeckoslovakien (2-1 efter övertid) 17 juni 1958
- Västtyskland-Jugoslavien (1-0) 19 juni 1958

Europamästerskapet i fotboll 1992 spelades i Sverige. En del gruppspelsmatcher spelades på Malmö stadion. De matcher som spelades på Malmö stadion under europamästerskapet 1992 var:
- England-Danmark (0-0) 11 juni 1992
- Frankrike-England (0-0) 14 juni 1992
- Danmark-Frankrike (2-1) 17 juni 1992

VM-finalen i speedway 1961 (vinnare Ove Fundin) avgjordes på Malmö stadion den 15 september inför 19 185 åskådare och dessutom avgjordes lag-VM där 1967 (1 september) och par-VM 1970 (2 juni).
1976 arrangerades världsmästerskapen i friidrott i Malmö, med den enda grenen 50 km gång (som strukits från OS-programmet) med start och mål på stadion den 18 september (vann gjorde Veniamin Soldatenko). Den 5 augusti 1991 satte Sergej Bubka världsrekord i stavhopp vid MAI-galan (detta år kallad Idag-galan) med 6.10.

## Konserter på Malmö stadion
- 20 juni 2007 Elton John[8]
- 14 juni 2008 Dolly Parton[9]
- 29 maj 2009 Eagles[10]
- 13 juni 2010 Kiss[11]
- 18 juni 2010 Rod Stewart[12]
- 2 juni 2012 Ozzy Osbourne[13]
- 10 juli 2013 Iron Maiden[14]

## Dagens Malmö stadion
Swedbank Stadion (f.n. Eleda Stadion) har byggts söder om Malmö stadion, där den invigdes i april 2009. Alla allsvenska fotbollsmatcher i Malmö spelas där. Malmö stadion används för friidrott samt för fotboll då IFK Malmö spelar där, sedan Swedbank Stadion stod klar. Malmö Allmänna Idrottsförening har varje sommar från stadions öppnande 1958 (då det kom 21 015 åskådare) till och med 2009 anordnat MAI-galan (och 2010 MAI-spelen) på Malmö stadion. 
Den hittills största konserten hölls den 13 juni 2010 då KISS spelade i en utsåld arena inför över 22 000 åskådare.
De senaste åren har Malmö stadion inte varit godkänd av Uefa för Europacupmatcher. I samband med att bygget av Swedbank Stadion godkändes av kommunfullmäktige togs även beslut om att Malmö stadion skulle upprustas till Uefa-standard genom att bredda planen, öka styrkan på strålkastarna, köpa in fler stolar samt att komplettera säkerhetsåtgärderna. Denna upprustning är nu genomförd, vilket innebär att internationella matcher återigen får spelas på arenan.

## Sifferdata
Publikkapacitet:
- Idrott: 26 500, varav 14 000 sittplatser
- Konsert: 40 000.

Arenayta:
- Innerplan: 170 × 97 m
- Gräsplan: 110 × 70 m (varav 105 × 65 m med värmeslingor)

Publikrekord:
- Fotboll: 31 156 åskådare när Argentina mötte Västtyskland i Världsmästerskapet i fotboll den 8 juni 1958.[16]
- Allsvensk fotboll: 29 328 åskådare i derbyt mellan Malmö FF och Hälsingborgs IF (1–2) den 24 september 1967.[17]
- Friidrott: 24 646 åskådare vid Idag-galan den 5 augusti 1991 (när Sergej Bubka satte världsrekord i stavhopp med 6.10).[7]
- Konsert: 22 412 åskådare när KISS spelade på Malmö stadion den 13 juni 2010 (Sonic Boom Over Europe Tour).[18][19]
- Speedway: 19 185 åskådare vid VM-finalen den 15 september 1961.[5]